# ベノムビンA
ベノムビンA(Venombin A、EC 3.4.21.74)は、以下の化学反応を触媒する酵素である。
フィブリノーゲンのArg-結合を選択的に切断し、フィブリンを生成して、フィブリノペプチドAを遊離する。フィブリノーゲンのこれ以上の分解の特異性については、酵素が由来する種による。
この酵素は、クサリヘビ科マムシ亜科の毒から単離されたトロンビン様の酵素である。